# Aleksandr Zołotariow
Aleksandr Aleksandrowicz Zołotariow (ros. Александр Александрович Золотарёв, ur. 13 marca 1940 w Stalingradzie) – radziecki lekkoatleta, trójskoczek.
Zdobył srebrny medal w trójskoku na uniwersjadzie w 1963 w Porto Alegre, przegrywając jedynie z Japończykiem Satoshi Shimo. Zajął 2. miejsce w finale Pucharu Europy w 1965 w Stuttgarcie, za Hansem-Jürgenem Rückbornem z NRD.
Zdobył brązowy medal na europejskich igrzyskach halowych w 1967 w Pradze.
1 lipca 1967 w Chorzowie, podczas meczu lekkoatletycznego Polska – ZSRR poprawił rekord Związku Radzieckiego rezultatem 16,92 m. Był to wówczas 2. rezultat w historii (po rekordzie świata Józefa Szmidta 17,03 m z 1960).
Na igrzyskach olimpijskich w 1968 w Meksyku odpadł w kwalifikacjach.
Był wicemistrzem ZSRR w trójskoku w 1965 i 1968. W hali był mistrzem ZSRR w 1967.